# به‌سوی رؤیا
به‌سوی رؤیا (انگلیسی: Into a Dream) فیلمی ژاپنی در سبک کمدی سیاه و درام است که در سال ۲۰۰۵ منتشر شد. از بازیگران آن می‌توان به جو اوداگیری اشاره کرد.